# Municipio de Jefferson (condado de Berks)
El municipio de Jefferson (en inglés: Jefferson Township) es un municipio ubicado en el condado de Berks en el estado estadounidense de Pensilvania. En el año 2000 tenía una población de 1.604 habitantes y una densidad poblacional de 38.6 personas por km².

## Geografía
El municipio de Jefferson se encuentra ubicado en las coordenadas 40°26′33″N 76°09′55″O / 40.44250, -76.16528.

## Demografía
Según la Oficina del Censo en 2000 los ingresos medios por hogar en la localidad eran de $51,532 y los ingresos medios por familia eran $56,484. Los hombres tenían unos ingresos medios de $38,125 frente a los $26,591 para las mujeres. La renta per cápita para la localidad era de $22,584. Alrededor del 7,3% de la población estaba por debajo del umbral de pobreza.